# Kingfisher Airlines Tennis Open
A Kingfisher Airlines Tennis Open minden év szeptemberében megrendezett tenisztorna az indiai Bengaluruban.
Az ATP International Series tornák közé tartozik, összdíjazása 416 000 dollár. A tornán összesen 32 versenyző vehet részt. 
A mérkőzéseket szabad téren, kemény borítású pályákon játsszák. 2006-ban és 2007-ben Mumbaiban, 2008-tól Bengaluruban.

## Győztesek

### Egyéni
| Év        | Győztes           | Ellenfél a döntőben | Eredmény a döntőben |
| --------- | ----------------- | ------------------- | ------------------- |
| Bengaluru |                   |                     |                     |
| 2008      | elmaradt          |                     |                     |
| Mumbai    |                   |                     |                     |
| 2007      | Richard Gasquet   | Olivier Rochus      | 6–3, 6–4            |
| 2006      | Dmitrij Turszunov | Tomáš Berdych       | 6–3, 3–6, 7–6(5)    |

### Páros
| Év        | Győztesek                          | Ellenfelek a döntőben               | Eredmény a döntőben |
| --------- | ---------------------------------- | ----------------------------------- | ------------------- |
| Bengaluru |                                    |                                     |                     |
| 2008      | elmaradt                           |                                     |                     |
| Mumbai    |                                    |                                     |                     |
| 2007      | Robert Lindstedt / Jarkko Nieminen | Rohan Bopanna / Iszámul-Hak Kuraisi | 7–6(3), 7–6(5)      |
| 2006      | Mario Ančić / Mahesh Bhupathi      | Rohan Bopanna / Mustafa Ghouse      | 6–4, 6–7(6), 10–8   |